# 大谷清美
大谷 清美（おおたに きよみ）は、群馬テレビ報道制作部報道特任部長・元アナウンサー。群馬県出身。

## 人物
熱狂的なアントニオ猪木信者。上智大学在学中、神宮球場で東京六大学野球の試合を観戦した事が切っ掛けに早稲田大学に入学。同大学の卒論は「プロレスの市民権」大学時代から新日本プロレスでアルバイト、プロレス中継アナウンサーを目指すも最終試験で落ち、スポーツ新聞社でプロレス担当。その後、群馬テレビのアナウンサー試験に合格し移籍。学生時代はプロレス研究会を創設した。入社後、主にスポーツ中継を担当し、ザスパ草津や高校野球の実況、更には桐生競艇・レッスル夢ファクトリーや天龍のWARプロレス中継の実況も務めた。
しゃべってしゃべって60分には、レギュラーゲスト（不定期）として出演していた。
2006年に報道部副部長へ昇進後は、報道業務が主となり、2007年4月にはアナウンス業務から離れ、後輩の指導等に専念している。
趣味は、プロレス観戦と全国の体育館巡り（いわゆる体育館フェチ）前橋地裁の傍聴、松浦亜弥のコンサートに参戦し我を忘れる事とコンサートグッズの収集。
群馬テレビホームページ内でアナウンサーが持ち回りで書いているコラムで「あやや通信」なる文章を載せている。

## 担当番組
- スポーツ実況（サッカー・高校野球・プロレス中継など）
- お昼のインフォメーション ふれ愛ワイド
- あさいち・朝生・情報通
- ぐんまインフォメーション
- GTVニュース ジャストナウ ほか多数